# Municipio de Lower Saucon
El municipio de Lower Saucon  (en inglés: Lower Saucon Township) es un municipio ubicado en el condado de Northampton en el estado estadounidense de Pensilvania. En el año 2000 tenía una población de 3.735 habitantes y una densidad poblacional de 158 personas por km².

## Geografía
El municipio de Lower Saucon se encuentra ubicado en las coordenadas 40°38′00″N 75°16′59″O / 40.63333, -75.28306.

## Demografía
Según la Oficina del Censo en 2000 los ingresos medios por hogar en la localidad eran de $59,964 y los ingresos medios por familia eran $68,457. Los hombres tenían unos ingresos medios de $46,727 frente a los $30,280 para las mujeres. La renta per cápita para la localidad era de $30,280. Alrededor del 2,5% de la población estaban por debajo del umbral de pobreza.